# Eugène Monod
Eugène-Édouard Monod (* 16. Juni 1871 in Morges; † 9. November 1929) war ein Schweizer Architekt, der vor allem in Lausanne tätig war.

## Leben
Monod studierte seit 1895 an der École nationale supérieure des beaux-arts de Paris. Dort lernte er seinen Landsmann Alphonse Laverrière (1872–1954) kennen, mit dem Monod zwischen 1902 und 1915 zusammenarbeitete. Gemeinsam mit diesem entwarf der Schweizer die am Vertikalismus orientierte Chauderon-Brücke in Lausanne, den Bahnhof Lausanne sowie das Reformationsdenkmal in Genf, Letztere in einem Viererteam mit Charles Dubois und Jean Taillens. Nach dem Ersten Weltkrieg übte Eugène Monod, der ab 1911 Mitglied der Vaud Society of Engineers and Architects und der Swiss Society of Engineers and Architects war, seinen Beruf nicht weiter aus. In den Jahren 1913 und 1921 war er beim fünften und siebten Olympischen Kongress in Lausanne jeweils als Generalkommissar tätig.
Mit Laverrière gewann Monod bei den Olympischen Kunstwettbewerben 1912 im schwedischen Stockholm für den Bauplan eines modernen Stadions die Goldmedaille in der Kategorie „Architektur“.

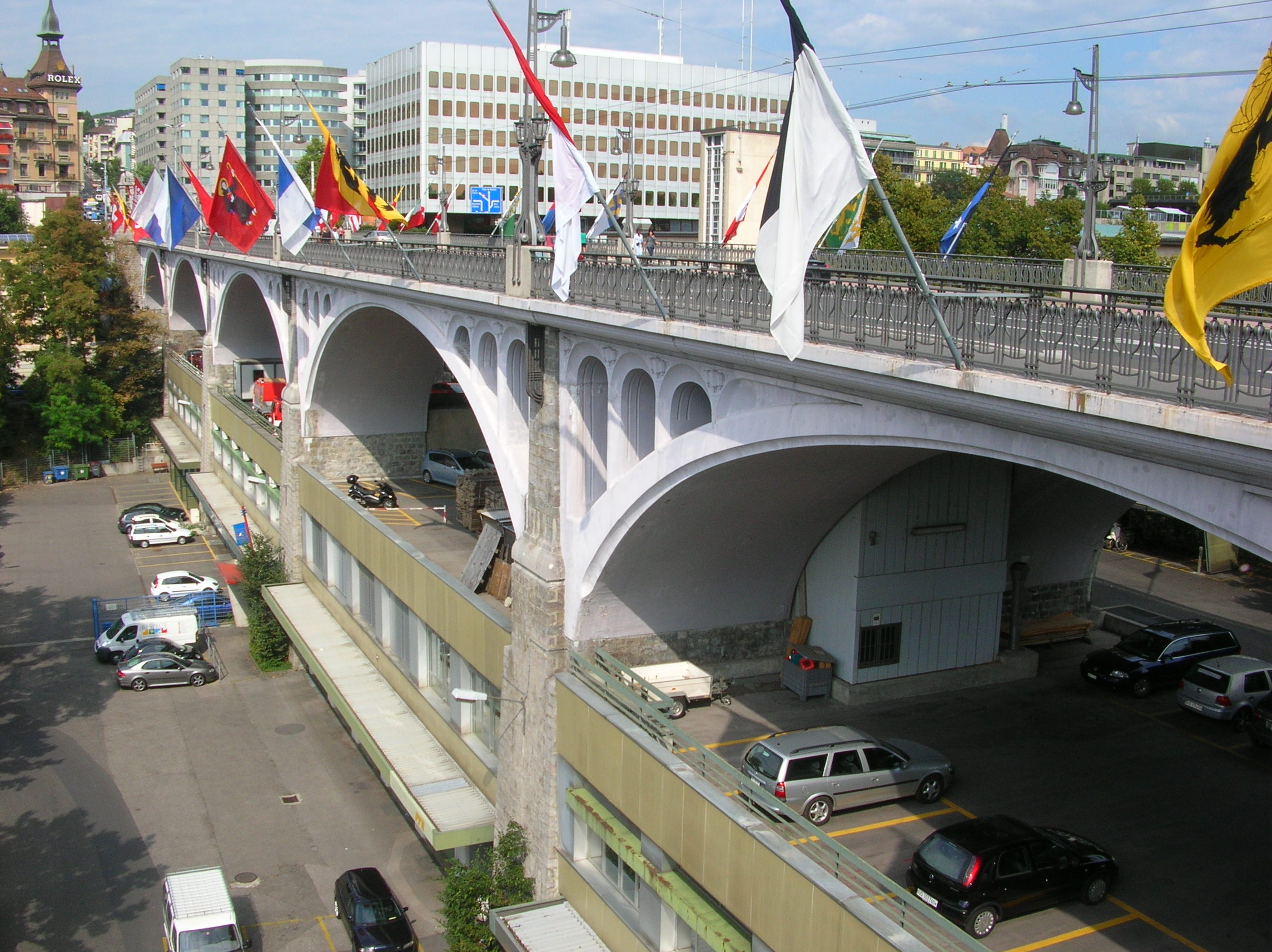
Die von Monod und seinem Partner Alphonse Laverrière entworfene Chauderon-Brücke, erbaut in den Jahren 1904 bis 1905.
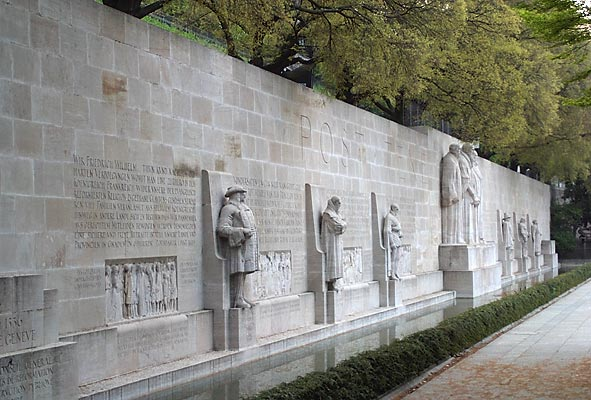
Das Genfer Reformationsdenkmal, erbaut von 1909 bis 1917, zeigt auf einer Länge von 100 Metern bedeutende Personen der Reformationsbewegung.

Monod war seit 1903 mit Yvonne de Westerweller (1879–1947) verheiratet und hatte drei Kinder.